# Riforma liturgica del rito romano
Con riforma liturgica del rito romano si intende particolarmente ma non esclusivamente il rinnovamento di tale rito liturgico avviato dal Concilio Vaticano II con la costituzione Sacrosanctum Concilium e attuato da papa Paolo VI e da papa Giovanni Paolo II.
Altre riforme del rito romano includono quelle attuate da papa Pio X con la ristrutturazione del Breviario romano, da papa Pio XII con la riforma della Settimana santa e della Veglia pasquale, e con il Codice delle Rubriche del Breviario e del Messale Romano di papa Giovanni XXIII.

## La liturgia del rito romano fino al Concilio di Trento
La liturgia della Chiesa non è sorta come qualcosa di predefinito, ma è il risultato di uno sviluppo nel tempo. Anzi, vi è chi sostiene che si può guardare all'intera storia della liturgia come alla storia di una riforma incessantemente in corso. Lo sviluppo della liturgia cristiana naturalmente parte da alcuni elementi neotestamentari (a loro volta debitori dell'Antico Testamento e del giudaismo): l'eucaristia istituita da Cristo, il battesimo amministrato nel nome del "Padre e del Figlio e dello Spirito Santo", la festa domenicale della resurrezione del Crocifisso. Fino al XVI secolo, la liturgia conosce un graduale sviluppo, durante il quale si arricchisce soprattutto delle parti mobili che sono differenti per ogni giorno liturgico.
Si svilupparono dunque, sia in oriente sia in occidente, una moltitudine di particolarità liturgiche, alcune delle quali ancora in uso: il rito ambrosiano, il rito gallicano, il rito mozarabico. Per il rito romano s'impose sotto l'influsso dei Franchi una variante del canone romano risalente a papa Gregorio I.
La riforma protestante criticò le forme della liturgia latina allora in uso e ne compose di nuove. Il concilio di Trento confermò invece la liturgia tradizionale romana, come garanzia della validità dei sacramenti.

## Dopo il Concilio di Trento

### Riforma di Pio V

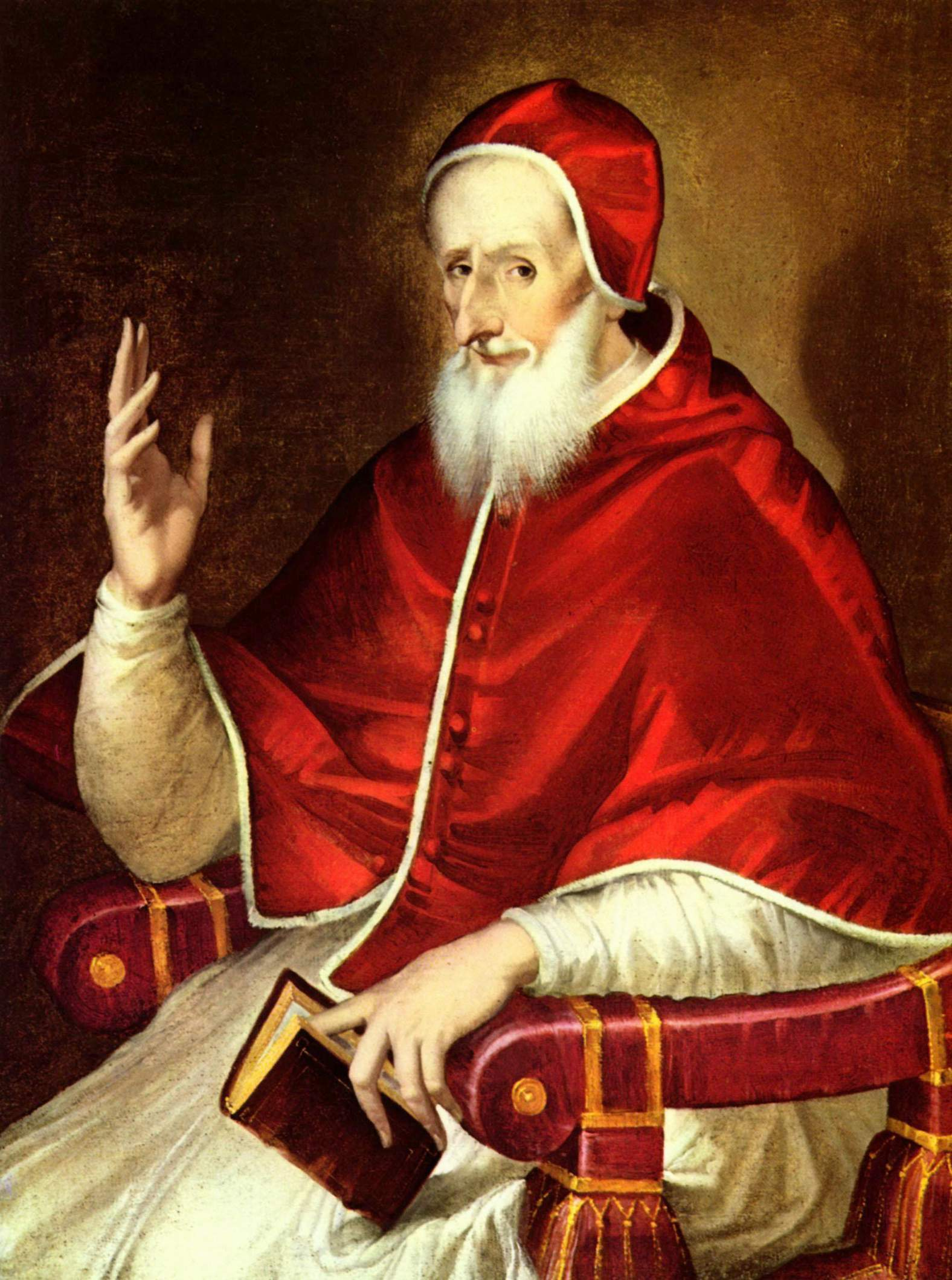
Papa Pio V

Il Concilio di Trento, nell'ultimo giorno della sua attività, 4 dicembre 1563, decretò che le conclusioni dei vescovi incaricati della censura dei libri, del catechismo, del messale e del breviario fossero presentate al papa, "perché secondo il suo giudizio e la sua autorità quello che essi avevano fatto fosse portato a termine e pubblicato". Il papa Pio IV pubblicò il 24 marzo 1564 la revisione dell'Indice dei libri proibiti. Il suo successore papa Pio V pubblicò nel 1566 il Catechismo del Concilio di Trento e il 9 luglio 1568 promulgò il Breviario romano.
Nel 1535 il cardinale Francisco de los Ángeles Quiñones per ordine di papa Clemente VII pubblicò con il titolo Breviarium Romanum una versione riformata del breviario. Questa versione, che fu approvata da Clemente VII e dai suoi successori Paolo III, Giulio III e Paolo IV, fu espressamente proibita da Pio V nel 1568 con la bolla Quod a nobis con cui pubblicò il suo Breviarium Romanum, rendendolo obbligatorio quasi ovunque: abolì tutti gli altri breviari "eccetto quelli che potevano dimostrare di avere, per concessione della Sede Apostolica o per consuetudine, un'antichità superiore dei duecento anni". Le diocesi con breviario più antico di due secoli potevano abbandonarlo di comune accordo tra il vescovo e il capitolo dei canonici. Quasi tutte le diocesi, infatti, adottarono, una dopo l'altra, il breviario romano di Pio V, di cui la stampa aveva messo a disposizione abbondanti esemplari, piuttosto che stampare un breviario proprio.
L'ultimo dei quattro compiti affidati al papa dal Concilio di Trento riguardava il Messale Romano. Con la bolla pontificia Quo primum tempore del 14 luglio 1570, Pio V, ricordando quello che aveva già fatto per il Catechismo e il Breviario, pubblicò il Missale Romanum ex decreto Sacrosancti Concilii Tridentini restitutum Pii V Pont. Max. iussu editum.
In tale bolla Pio V dichiarò di avere affidato la redazione a degli esperti, i quali dopo le necessarie indagini "hanno infine restituito il Messale stesso nella sua antica forma secondo la norma e il rito dei santi Padri". Si riconosce generalmente che il testo del messale di Pio V fu basato essenzialmente su quello pubblicato quasi esattamente cento anni prima nel Missale Romanum stampato a Milano nel 1474, 24 anni dopo l'invenzione della stampa, e che già contiene diverse testi, quali le preghiere ai piedi dell'altare, incorporati anche nel Messale Romano del 1570. Altra fonte utilizzata nel Messale 1570 nel comporre il Ritus servandus in celebratione Missarum (in edizioni più recenti chiamato Ritus servandus in celebratione Missae) fu l'Ordo Missae secundum ritum sanctae romanae ecclesiae di Johannes Burckardt (1498 e edizioni posteriori).
Nel primo capoverso di questa bolla, il papa dichiarò che "sommamente conviene che uno solo sia il rito per celebrare la Messa". Conseguentemente ordinò che in tutte le Chiese locali, fatte salve le liturgie che avessero più di duecento anni, la messa "non potrà essere cantata o recitata in altro modo da quello prescritto dall'ordinamento del Messale da [lui] pubblicato". Questa bolla papale fu generalmente accettata senza difficoltà: erano poche le diocesi (e gli istituti religiosi) che potevano dedicare le necessarie risorse alla conservazione delle proprie tradizioni liturgiche, come le potenti sedi di Braga, Toledo, Milano, Lione, Colonia, Treviri.
Il Messale di Pio V riordinò un altro elemento del rito romano: il calendario liturgico. Soppresse molte feste medievali dei santi; nel calendario universale non trovarono posto i santi Gioacchino, Anna, Antonio di Padova, Nicola da Tolentino, Francesco da Paola, Bernardino da Siena o Elisabetta d'Ungheria, né alcuna festa anatomica, come quella delle Stigmate di San Francesco d'Assisi, il Preziosissimo Sangue di Nostro Signore Gesù Cristo e le Sante Piaghe (feste restaurate in seguito dai successori di Pio V). Tolse la parola "Immacolata" dal titolo della festa dell'Immacolata Concezione della Beata Vergine Maria dell'8 dicembre e, abolendo la Messa esistente (il cui introito e colletta sarebbero stati ripristinati da papa Pio IX), ordinò che la messa dell'8 dicembre fosse quella della Natività di Maria, con l'unica differenza di sostituire la parola "Natività" con "Concezione" (non "Immacolata Concezione"). Tuttavia, tale espressione rimase nella secreta, nel prefazio e nel postcommunio. Il calendario del rito romano è stato modificato molte volte nei secoli successivi.
Sostanziali modifiche sono state apportate al breviario da papa Clemente VIII e papa Urbano VIII.. Prima del Concilio Vaticano II le modifiche più profonde furono quelle introdotte da papa Pio X, che sconvolsero molto le abitudini dei chierici..

### Riforme nel XX secolo prima del Concilio Vaticano II

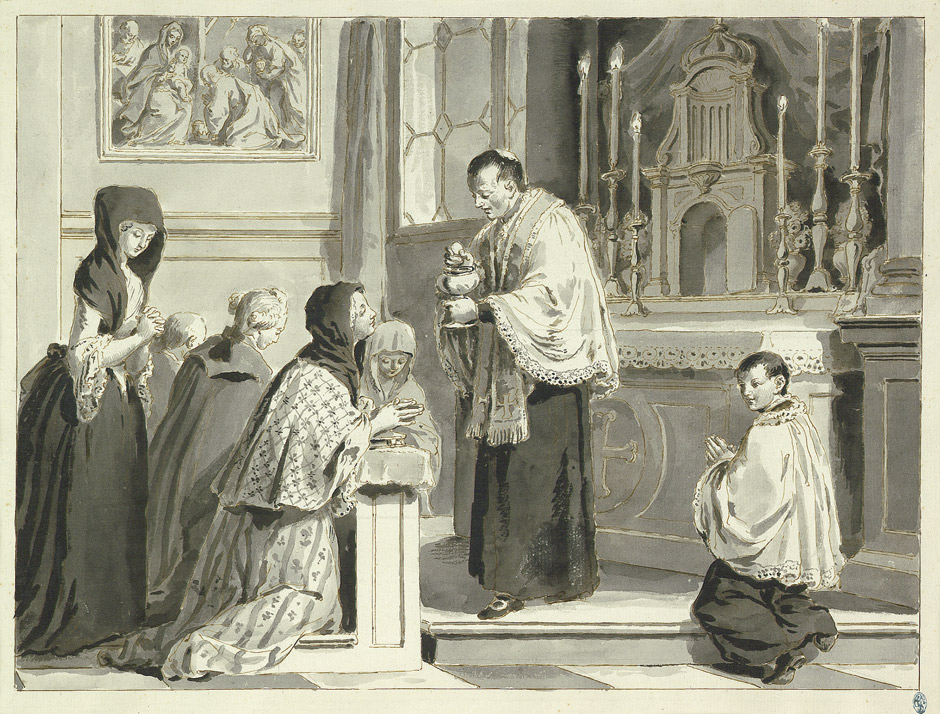
L'Eucaristia, da una serie rappresentante i sette sacramenti, di Pietro Antonio Novelli (1729–1804).

Nel 1903 papa Pio X, nel suo motu proprio Tra le sollecitudini dichiarò che "la partecipazione attiva ai sacrosanti misteri e alla preghiera pubblica e solenne della Chiesa" è la "prima e indispensabile fonte" del "vero spirito cristiano".
Le direttive di Pio X volevano ovviare a una partecipazione muta e passiva. Non esistevano ancora i messalini con cui i fedeli potessero seguire ciò che stava facendo il sacerdote: simili sussidi si diffusero solo con il Movimento liturgico. A volte si svolgeva allo stesso tempo e nella stessa chiesa (ma su altari distinti) più di una messa: situazione che, dal momento che mancava una relazione diretta tra ciò che stava facendo il sacerdote e ciò che stavano facendo i fedeli, non disturbava nessuno. Il Messale non conteneva indicazioni riguardo all'assemblea. Al livello pratico, ciò significava che il sacerdote doveva leggere l'Introito anche quando il coro lo cantava, e leggere sottovoce i testi scritturali mentre il suddiacono e il diacono li proclamavano. Il Pontificale tridentino proibiva di distribuire la Santa Comunione ai fedeli durante la Messa del crisma. Infatti la distribuzione della Comunione nella messa era più eccezione che norma.
La partecipazione attiva alla liturgia, per una maggiore vita nello Spirito, messa a fuoco da Pio X rimarrà al centro del Movimento liturgico. La data di nascita di questo, come movimento, è considerata dagli storici il 23 settembre 1909, quando dom Lambert Beauduin presentò al Congresso di Malines la sua relazione sulla partecipazione dei fedeli al culto cristiano. Ma prima di tale data, esso aveva esercitato la sua influenza con l'opera di Prosper Guéranger (1806-1875). Dal 1909 però il movimento non è più legato al culto monastico, soprattutto nelle comunità benedettine di Francia, Belgio e Germania: si estende alle parrocchie e assume un tono più pastorale.
Nel 1911 Pio X abolì completamente la disposizione dei salmi stabilita nel Breviario romano di Pio V, distribuendoli o suddividendoli in modo da avere all'incirca lo stesso numero di versetti nell'ufficio di ogni giorno. Cambiò anche le rubriche riguardanti la priorità tra il santorale e gli altri uffici: la moltiplicazione delle feste dei santi aveva reso molto rara la celebrazione delle domeniche e delle ferie, e di conseguenza la recita di alcuni salmi. Questi cambiamenti resero necessaria la modifica anche del Messale romano, che avvenne nella tipica edizione del 1920 promulgata dal suo successore Benedetto XV.
L'autorizzazione all'uso del vernacolo per alcune parti della messa era già stata concessa occasionalmente molto prima del Concilio Vaticano II: infatti, nel 1906 Pio X  concesse l'uso della lingua locale in alcune parti della Jugoslavia, nel 1920 Benedetto XV permise l'uso del croato, sloveno e ceco nelle celebrazioni, e nel 1929 Pio XI estese il permesso alla Baviera.
Durante il pontificato di Pio XII, la Sacra Congregazione dei Riti concesse l'autorizzazione all'uso delle lingue locali nei Paesi in cui le attività missionarie cattoliche erano in espansione, tra cui l'Indonesia e il Giappone nel 1941-1942. Nel 1949 fu permesso di usare il cinese mandarino nella messa, tranne che per il canone, mentre nel 1950 fu legittimato l'uso dell'hindi in India. Fu inoltre concesso il permesso di utilizzare una traduzione in francese (1948) e in tedesco (1951) per riti diversi dalla messa. Nel 1958 Pio XII approvò l'uso di inni in lingua vernacolare in punti appropriati della funzione per aumentare la partecipazione del popolo di Dio. Egli permise anche che l'epistola e il vangelo fossero letti ad alta voce da un laico, mentre il celebrante li leggeva in latino.

Pur insistendo sul primato del latino nella liturgia della Chiesa occidentale, Pio XII approvò l'uso del vernacolo nel Rituale per i sacramenti e altri riti al di fuori della messa. Queste deroghe dovevano essere concesse dalla Santa Sede e Pio XII condannò fermamente gli sforzi di singoli sacerdoti e comunità di introdurre la lingua vernacolare di propria autorità. Permise l'uso del vernacolo in altri riti e sacramenti al di fuori della messa, ad esempio per il battesimo e l'estrema unzione.

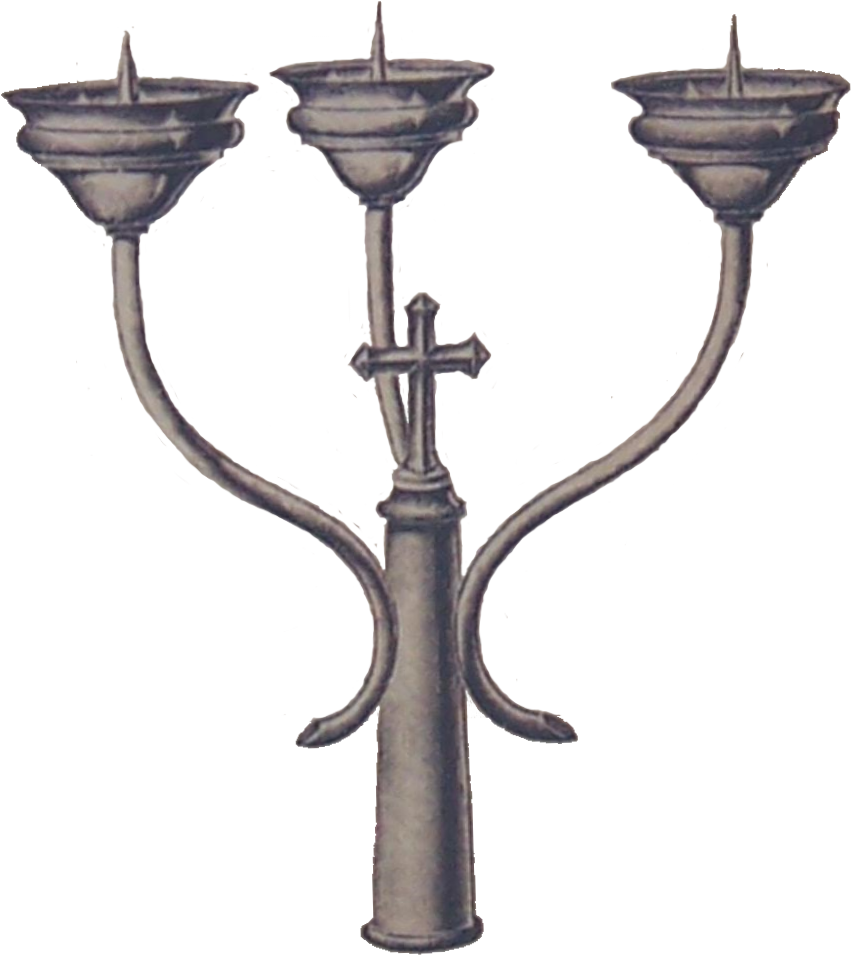
Tricerio o arundine usato nella liturgia della Veglia pasquale, celebrata nel mattino del Sabato santo prima della riforma liturgica di papa Pio XII.

Con l'enciclica Mediator Dei del 1947, Pio XII condannò deviazioni e travisamenti e allo stesso tempo dichiarò "degni di lode coloro i quali, allo scopo di rendere più agevole e fruttuosa al popolo cristiano la partecipazione al Sacrificio Eucaristico, si sforzano di porre opportunamente tra le mani del popolo il «Messale romano», di modo che i fedeli, uniti insieme col sacerdote, preghino con lui con le sue stesse parole e con gli stessi sentimenti della Chiesa; e quelli che mirano a fare della Liturgia, anche esternamente, una azione sacra, alla quale comunichino di fatto tutti gli astanti. Ciò può avvenire in vari modi: quando, cioè, tutto il popolo, secondo le norme rituali, o risponde disciplinatamente alle parole del sacerdote, o esegue canti corrispondenti alle varie parti del Sacrificio". Sottolineò che "il solo Sommo Pontefice ha il diritto di riconoscere e stabilire qualsiasi prassi di culto, di introdurre e approvare nuovi riti e di mutare quelli che giudica doversi mutare".
Nel 1947 Pio XII istituì inoltre una commissione per la revisione dei libri liturgici, assorbita nel 1959 nella commissione preparatoria del Concilio Vaticano II. E negli anni 1951-1955 mutò profondamente alcune parti della liturgia romana, in particolare la celebrazione del Triduo pasquale e della domenica delle Palme. Abolì la norma del Codice di diritto canonico, che vietava di iniziare la celebrazione della messa a oltre un'ora dopo mezzogiorno. e così ordinò che si celebrassero le liturgie del Giovedì santo, del Venerdì Santo e della Veglia pasquale, con testi nuovi, nel pomeriggio o nella sera, mentre Pio V aveva qualificato come un abuso, un allontanamento dall'antico uso della Chiesa cattolica e dai decreti dei Santi Padri la celebrazione della messa dopo l'ora indicata nei canoni, particolarmente se si iniziasse la messa appena poco prima del tramonto.
Papa Giovanni XXIII apportò sostanziali modifiche al calendario liturgico e alle rubriche della Liturgia delle Ore e della Messa di rito romano, modifiche poi incorporate nell'edizione del Messale romano pubblicata nel 1962. Dichiarò che "i principi più basilari sulla revisione generale della liturgia" sarebbero proposti ai Padri del prossimo concilio ecumenico. Il risultato fu la costituzione conciliare Sacrosanctum Concilium.
Ancora nel 1962, nella messa di apertura del Concilio Vaticano II, la comunione non fu distribuita. Vi partecipavano centinaia di vescovi, solo chi presiedeva ricevette la comunione. La distribuzione della comunione fu fatta solo dopo la messa.

### Messale Romano del 1962

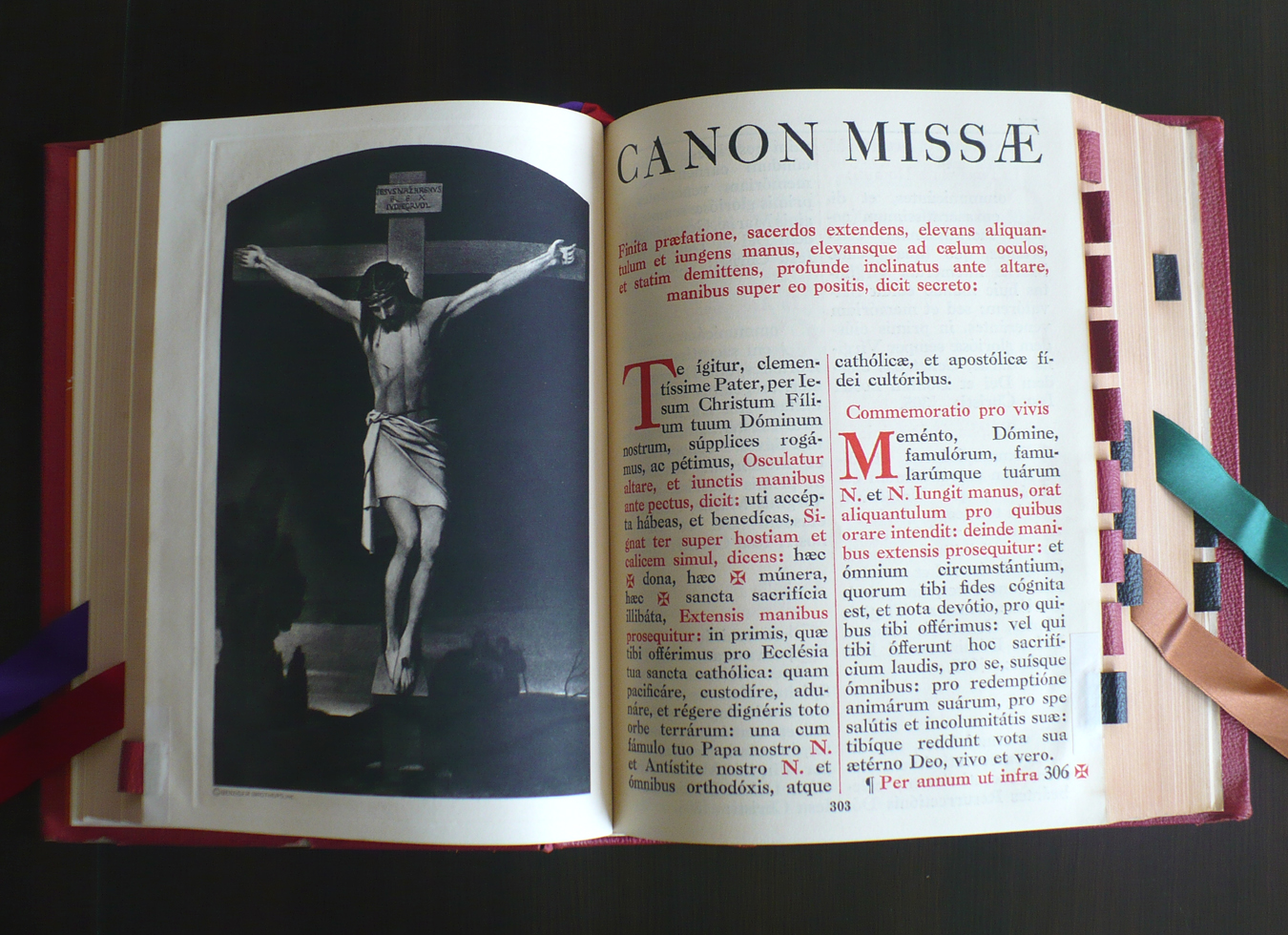
Il Messale di Giovanni XXIII

Il testo vigente durante il Concilio Vaticano II era il Messale Romano che papa Giovanni XXIII aveva promulgato nel 1962. Questo a sua volta differiva in parecchi punti dall'edizione precedente, il cui testo, pubblicato da papa Benedetto XV nel 1920, era il risultato di una riforma di papa Pio X.
Il Messale Romano promulgato da papa Giovanni XXIII nel 1962 differisce dalle precedenti edizioni in vari punti:
- Si abolisce il Confiteor da recitarsi prima della comunione dei fedeli (conservando i due Confiteor delle preghiere iniziali).
- Si sostituisce la recita dell'Ultimo Vangelo della festa non prevalente[42], con il Prologo del Vangelo secondo Giovanni in tutte le Messe[43]
- Si abolisce la recita dell'Ultimo Vangelo in alcune messe.
- Incorpora la riforma della Settimana Santa approvata da papa Pio XII nel 1955, soprattutto per la Domenica delle palme e per il Triduo pasquale:
  - Si aboliscono le cerimonie per cui nella Domenica delle palme la benedizione delle palme assomigliava a una Messa, con Epistola, Vangelo, Prefazio e Sanctus; si sopprimono i tre colpi alla porta chiusa della chiesa prima di entrare dopo la benedizione e la distribuzione delle palme; omissione delle preghiere ai piedi dell'altare e dell'Ultimo Vangelo.
  - Il Giovedì santo la cerimonia della lavanda dei piedi (Mandatum) è incorporata nella messa; se la fa un vescovo, sono lavati i piedi a 12 uomini, non 13; la messa si celebra la sera invece che la mattina e alcune delle preghiere sono abolite o modificate.
  - Il Venerdì Santo, al posto della celebrazione mattutina della liturgia dei presantificati, durante la quale il sacerdote da solo riceveva l'ostia consacrata precedentemente e beveva vino non consacrato in cui metteva una piccola parte dell'ostia consacrata, si deve fare la celebrazione della Passione che termina con una santa comunione di breve durata. Sono rimossi gli elementi che suggerivano una messa: presentazione delle offerte, incensazione dell'altare, lavabo, Orate fratres, la frazione di un'ostia grande. Invece, all'inizio della liturgia i sacri ministri portano il camice e (per il sacerdote e il diacono) stole nere, anziché la pianeta nera per il sacerdote e pianete plicate per il diacono e il suddiacono, poi indossano i paramenti (ma senza manipolo) per quella parte alla quale è stato dato il nuovo nome di Intercessioni solenni o Preghiera dei fedeli (in cui il sacerdote indossa un piviale al posto della pianeta) e li tolgono per l'adorazione della Croce; i sacri ministri poi si mettono i paramenti violacei (sempre senza manipoli) per la novità della distribuzione generale della Santa Comunione. Alle intercessioni solenni sono dati nuovi testi e a quella per gli ebrei (Oremus et pro perfidis Judaeis) è aggiunto "Oremus. Flectamus genua. Levate", che precedentemente era omesso perché ricordava lo scherno dei giudei verso il Signore[44].
  - La Veglia pasquale è spostata dalla mattina del Sabato Santo alla notte seguente; è abolito l'uso del tricerio o arundine e sono apportate altre modifiche sia alle cerimonie iniziali incentrate sul Cero pasquale, sia ad altre parti (per esempio, si sono ridotte da dodici a quattro le profezie lette), e si è introdotto il "rinnovo della promesse battesimali" da parte dei fedeli: qui per la prima volta nella messa tridentina si può usare il volgare.
- Si abolisce la recita privata da parte del sacerdote delle letture proclamate dal diacono e dal suddiacono.
- Si toglie dalla Preghiera per gli ebrei nel Venerdì Santo l'aggettivo perfidis, spesso erroneamente inteso come "perfidi" anziché "non credenti".
- incorpora le modifiche apportate alle rubriche dal decreto Cum nostra del 1955 di papa Pio XII, che includevano:
  - Abolizione delle vigilie tranne quelle di Pasqua, Natale, Ascensione, Pentecoste, Santi Pietro e Paolo, San Giovanni Battista, San Lorenzo e l'Assunzione di Maria;
  - Abolizione delle ottave tranne quelle di Pasqua, Natale e Pentecoste.
  - Riduzione delle collette a un massimo di tre nelle messe basse, una nelle messe solenni.
- Incorpora nel calendario delle messe i cambiamenti decretati sia da Pio XII nel 1955 sia dallo stesso Giovanni XXIII con il Codice delle Rubriche del Breviario e del Messale Romano nel 1960, fra i quali:
  - abbandono della tradizionale classificazione delle feste in doppie, semidoppie e semplici: le doppie di prima classe diventano feste di prima classe; le doppie di seconda classe diventano feste di seconda classe; le doppie maggiori e minori e le semidoppie (che nel 1955 furono ridotte a semplici) diventano feste di III classe; e le semplici, ridotte a commemorazioni nel 1955, continuano a chiamarsi commemorazioni.
  - soppressione della "Solennità di San Giuseppe Sposo della Beata Vergine Maria" (mercoledì dopo la seconda domenica dopo Pasqua) e sua sostituzione con la festa di "San Giuseppe Artigiano" (1º maggio);
  - rimozione di alcune feste: la Cattedra di San Pietro a Roma (18 gennaio), l'Invenzione della Santa Croce (3 maggio), San Giovanni davanti alla Porta Latina (6 maggio), l'Apparizione di San Michele (8 maggio), San Leone II (3 luglio), Sant'Anacleto (13 luglio), San Pietro in Vincoli (1º agosto), e l'Invenzione delle Reliquie di Santo Stefano (3 agosto);
  - riduzione di altre dieci al rango di commemorazione;
  - aggiunta di feste come quella della Regalità di Maria Santissima (31 maggio).
- Si muta il prefazio per la festa del Corpus Domini.[45]
- Si sostituiscono due sezioni introduttive del Messale Romano, Rubricae generales Missalis (Rubriche generali del Messale) e Additiones et variantes in rubricis Missalis ad normam Bullae "Divino afflatu" et subsequentium S.R.C. Decretorum (Aggiunte e modifiche alle Rubriche del Messale a norma della Bolla Divino afflatu e ai successivi decreti della Sacra Congregazione dei Riti) con il testo delle Rubriche generali e delle Rubriche generali del Messale Romano, due sezioni del Codice delle Rubriche del 1960.
- Si introducono alcune modifiche nel Ritus servandus, ad esempio si abolisce la norma che specificava che il sacerdote, nell'estendere le mani davanti al petto nelle orazioni, doveva far sì che la palma dell'una guardasse verso l'altra e che le dita non dovevano elevarsi più in alto delle spalle né estendersi più ampiamente.

Poco dopo la pubblicazione dell'editio typica del 1962 (23 giugno), papa Giovanni XXIII volle aggiungere al Communicantes del canone la menzione di San Giuseppe. Questa innovazione fu stabilita con il decreto della Congregazione dei Riti Novis hisce temporibus del 13 novembre 1962 e il nuovo Communicantes fu integrato nelle successive edizioni juxta typicam. Il decreto entrò in vigore l'8 dicembre 1962.

## La riforma del Concilio Vaticano II

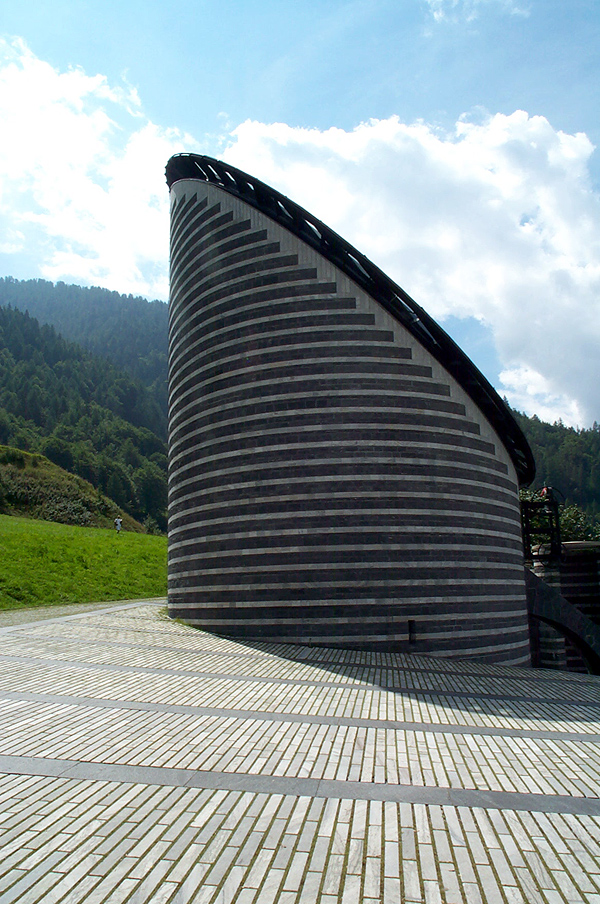
Chiesa di San Giovanni Battista a Lavizzara, di Mario Botta

Il 4 dicembre 1963 la costituzione liturgica Sacrosanctum Concilium fu approvata con soli quattro voti contrari sugli oltre 2000 vescovi partecipanti e pubblicata quale primo documento del Concilio Vaticano II. Alcuni dei principi e delle norme in essa enunciati valgono per tutti i riti liturgici della Chiesa cattolica, che sono tutti uguali in diritto e dignità; però le norme pratiche sono da intendersi come riguardanti il solo rito romano.
Per la riforma e la promozione della liturgia del rito romano, il documento traccia principi che vennero poi ampliati e applicati concretamente dai successivi papi, a cominciare con papa Paolo VI.
Dopo avere esposto la natura teologica della liturgia e la sua importanza come il culmine verso cui tende l'azione della Chiesa e la fonte da cui promana la sua energia, la costituzione conciliare parla della formazione dei fedeli a quella piena, consapevole e attiva partecipazione alle celebrazioni liturgiche, la prima e indispensabile fonte, come disse papa Pio X, dalla quale essi possono attingere il genuino spirito cristiano.
Il Concilio domanda che "i libri liturgici siano riveduti quanto prima, servendosi di persone competenti e consultando vescovi di diversi paesi del mondo".
Sulla lingua da usare nella liturgia, il Concilio decreta: "L'uso della lingua latina, salvo diritti particolari, sia conservato nei riti latini. Dato però che, sia nella messa che nell'amministrazione dei sacramenti, sia in altre parti della liturgia, non di rado l'uso della lingua nazionale può riuscire di grande utilità per il popolo, si conceda alla lingua nazionale una parte più ampia [...] spetta alla competente autorità ecclesiastica territoriale [...] decidere circa l'ammissione e l'estensione della lingua nazionale".
Durante il Vaticano II, nei riguardi della messa si chiedeva che fossero tolte dall'ordinario le duplicazioni presenti nei riti e gli elementi aggiunti senza grande utilità e che venissero ristabiliti elementi andati perduti come la "preghiera dei fedeli", e che si leggesse al popolo in un determinato numero di anni la maggior parte della sacra Scrittura.
Riguardo alla musica liturgica, a parità di condizioni, il Concilio richiede che si riservi al canto gregoriano il posto principale; che però gli altri generi di musica sacra, e specialmente la polifonia, non si escludano affatto, purché rispondano allo spirito dell'azione liturgica; e che si promuova con impegno il canto religioso popolare.

### La preparazione della riforma postconciliare
Con il motu proprio Sacram liturgiam del 25 gennaio 1964, a poco più di un mese dalla promulgazione della costituzione Sacrosanctum Concilium, papa Paolo VI applicò alcune prescrizioni del documento conciliare, quali l'autorizzazione della celebrazione del matrimonio e della cresima all'interno della messa. Molte altre richiedevano anni di preparazione per la revisione di alcuni riti e la preparazione dei relativi libri liturgici. Per far progredire tale preparazione fu istituito il Consilium ad exsequendam Constitutionem de Sacra Liturgia.
Questo fu, inizialmente, presieduto dall'arcivescovo di Bologna cardinale Giacomo Lercaro e, dal 1968, dal cardinale Benno Walter Gut. Da essa sorse poi la Congregazione del culto divino e della disciplina dei sacramenti.
Con l'istruzione Inter oecumenici del 26 settembre 1964 molte rubriche del Messale romano furono semplificate. L'istruzione Inter oecumenici fu il primo passo della riforma liturgica dopo la promulgazione della costituzione conciliare Sacrosanctum Concilium in attesa della redazione del nuovo Messale.

### Attuazioni della costituzioneSacrosanctum Concilium
Fra le revisioni attuate da Paolo VI si trovano:
- i riti dell'ordinazione di un diacono, un sacerdote e un vescovo[57][58] (18 giugno 1968);
- il Calendario romano generale[59][60] (14 febbraio 1969);
- il Messale Romano rinnovato a norma del decreto del Concilio Ecumenico Vaticano II[61][62] (3 aprile 1969);
- il rito del battesimo dei bambini[63] (15 maggio 1969);
- il rito funebre[64] (15 agosto 1969);
- il rito della professione di una religiosa[65] (2 febbraio 1970);
- la Liturgia Horarum, in successione al Breviarium Romanum[66][67] (1º novembre 1970);
- il rito del sacramento della cresima[68][69] (15 agosto 1971);
- la disciplina della prima tonsura, degli ordini minori e del suddiaconato[70][71] (15 agosto 1972);
- il rito dell'unzione degli infermi[72][73] (30 novembre 1972).

## Obiettivi della riforma e mutamenti introdotti
Principio fondante della riforma liturgica è una partecipazione cosciente, attiva e semplice dei fedeli (conscia, actuosa et facilis participatio fidelium) alle liturgie della Chiesa. Non una mera semplificazione dei riti, bensì di una «riforma generale», condotta nello spirito della tradizione. La riforma doveva avvenire con prudenza e introducendo innovazioni solo quando richieste da una vera e accertata utilità, in modo che ai riti venisse dato nuovo vigore e che potessero esprimere in modo più chiaro e fedele le realtà che da essi vengono significate e rese presenti. Le conferenze episcopali, alle quali il concilio aveva affidato la decisione sull'ammissione e sull'estensione della lingua nazionale, scelsero la quasi totale eliminazione dell'utilizzo del latino, per quanto la costituzione Sacrosanctum Concilium indicasse la conservazione del suo uso.. Soprattutto all'inizio si verificò una dinamica propria di mutamento e sperimentazione (anche con la composizione di nuove preghiere eucaristiche), contro la quale la curia romana scelse di intervenire rapidamente.

### Riforma del calendario
Il concilio prevedeva che nella revisione del calendario liturgico fossero conservati o restaurati gli usi e gli ordinamenti tradizionali dei tempi sacri secondo le odierne condizioni. Nel 1969, il Tempo di settuagesima, un'estensione della Quaresima di origine greca, ancora sconosciuta a Roma al tempo di Gregorio Magno, è stato abolito perché diminuiva la novità del tempo di Quaresima ed era di difficile spiegazione al popolo. Anche il tempo di Passione è stato abolito per restituire alla Quaresima la sua antica unità e importanza. Venne abolita l'Ottava di Pentecoste, conservando solo quelle di Pasqua e Natale, una riduzione molto minore di quella operata da Pio XII, che ridusse le ottave da una ventina a tre. Con l'abolizione dell'Ottava di Pentecoste, il Tempo pasquale è tornato a essere di cinquanta giorni, come era nel pontificato di Leone Magno.

### Messa

#### Partecipazione dei fedeli
Il Concilio Vaticano II decretò: "L'ordinamento rituale della messa sia riveduto in modo che apparisca più chiaramente la natura specifica delle singole parti e la loro mutua connessione, e sia resa più facile la partecipazione pia e attiva dei fedeli". Conseguentemente, nell'Ordinamento generale del Messale romano rivisto si menzionano i fedeli 171 volte, mentre, come Dennis Chester Smolarski osserva, nel corrispondente Ritus servandus in celebratione Missae del Messale tridentino non si trova alcun accenno alla partecipazione dei fedeli, a parte un riferimento implicito e apparentemente casuale: Si qui sunt communicandi in Missa....
Secondo Smolarski il Messale tridentino manifesta un'infelice clericalizzazione della liturgia, in quanto il celebrante deve recitare tutti i testi, anche quelli che sono detti o cantati anche da altri: per esempio, il celebrante deve recitare l'introito sebbene il coro lo canti e deve leggere i testi scritturali, sebbene siano anche proclamati dal suddiacono o dal diacono. I compilatori del Messale del 1570 non conoscevano l'origine di queste pratiche, secondo Smolarski, ma la ricerca più recente sulla storia liturgica ha fornito spunti sull'origine e in alcuni casi, ha suggerito una revisione in corrispondenza alle esigenze contemporanee. Tuttavia Joseph Ratzinger nota che invece è la Messa riformata che mette al centro il sacerdote, sia per la sua posizione di fronte all'assemblea sia perché gli affida le scelte tra le diverse opzioni liturgiche offerte dal Messale. Secondo un altro studioso, il Kyrie eleison come compare nell'Ordo Romanus I (IX secolo), senza la risposta da parte del popolo come avveniva ai tempi di Gregorio Magno, segna nella liturgia romana l'inizio della tendenza di eliminare gradualmente la parte attiva del popolo nel culto pubblico. Nota Righetti che in realtà il Kyrie eleison nel frattempo era cantato su una melodia più ornata, il cui canto, definito prolixus da Giovanni Arcicantore (VII secolo), era affidato alla Schola cantorum, che ai tempi di Gregorio Magno cantava invece le invocazioni delle soppresse litanie. Nicola Bux da un lato lamenta che la liturgia sia «scaduta a spettacolo in cui si esibiscono prete e ministri», mentre i fedeli che «prima in silenzio contemplavano il mistero, ora guardano divertiti o annoiati», dall'altro nota che l'enfatizzazione della partecipazione dei fedeli ha condotto a un oscuramento della figura del sacerdote attraverso la cui azione, Gesù, unico sacerdote, compie il sacrificio eucaristico e una confusione tra il sacerdozio ministeriale e il sacerdozio comune dei battezzati. Infatti «il popolo di Dio non è il soggetto della celebrazione, ma “partecipa” ovvero è parte e prende parte. La messa conserva la sua efficacia e dignità anche senza la sua presenza e attiva partecipazione, in quanto è azione di Cristo e della Chiesa».
Alcuin Reid, scrivendo nel 2005, osservò che prevaleva nella seconda metà del XX secolo una cattiva considerazione, che egli non condivideva, della liturgia medioevale e del Rinascimento; considerazione illustrata da un brano desunto da un'opera in cui si espone il pensiero di Calvino. Secondo questo passaggio il clero si sarebbe appropriato della liturgia ("clericalismo liturgico"), mentre il popolo avrebbe assistito ai riti in apparente passività e da lontano.
Bernard Botte ricordava come nella sua gioventù i fedeli presenti si mettevano durante la messa a recitare il rosario e a leggere libri quali l'Imitazione di Cristo o florilegi delle opere di Alfonso Maria de' Liguori.
A partire da Pio X i papi hanno sollecitato e promosso l'actuosa participatio, in particolare con la bolla Divini Cultus di Pio XI e con l'enciclica Mediator Dei di Pio XII. L'actuosa participatio promossa e raccomandata anche dal Concilio Vaticano II non consiste nel protagonismo dell'assemblea, ma nella partecipazione dei fedeli alla liturgia con la dovuta consapevolezza e con le giuste disposizioni d'animo.
Nell'enciclica Ecclesia de Eucharistia papa Giovanni Paolo II scrive: «Non c'è dubbio che la riforma liturgica del Concilio abbia portato grandi vantaggi per una più consapevole, attiva e fruttuosa partecipazione dei fedeli al santo Sacrificio dell'altare [...] Purtroppo, accanto a queste luci, non mancano delle ombre. Infatti vi sono luoghi dove si registra un pressoché completo abbandono del culto di adorazione eucaristica. Si aggiungono [...] abusi che contribuiscono a oscurare la retta fede e la dottrina cattolica su questo mirabile Sacramento. Emerge talvolta una comprensione assai riduttiva del Mistero eucaristico. Spogliato del suo valore sacrificale, viene vissuto come se non oltrepassasse il senso e il valore di un incontro conviviale fraterno.»

#### Anafore o preghiere eucaristiche
Il Canone della Messa, già ritoccato dal papa Giovanni XXIII con l'inserimento della menzione di san Giuseppe, venne conservato con qualche lieve modifica, e accanto a esso vennero introdotte altre tre preghiere eucaristiche. Quella denominata Preghiera eucaristica II si ispira liberamente al testo della Tradizione apostolica di Ippolito di Roma (III secolo). La Preghiera eucaristica III riassume in modo nuovo i contenuti del canone romano con particolare considerazione per l'ecclesiologia cristocentrica del Concilio Vaticano II. La Preghiera eucaristica IV è una rielaborazione di testi di diverse anafore orientali. Una quinta, vicina all'anafora alessandrina di San Basilio, fu presa in esame, ma fu accantonata per le remore evidenziate dalla Congregazione della Dottrina della Fede, che approvò nel 1967 gli altri tre nuovi testi.
Lo stesso papa Paolo VI redasse il testo – identico in tutte le preghiere - delle parole dell'istituzione dell'eucaristia, adattando con cautela la tradizione biblica. Il cambiamento più evidente è lo spostamento della frase mysterium fidei (mistero della fede) dopo le parole dell'istituzione e l'uso a modo di annuncio ai fedeli, i quali rispondono con un'acclamazione, per la quale il Messale Romano prevede diverse varianti.
Papa Paolo VI desiderava che la nuova preghiera liturgica conservasse il tipico carattere romano, ciò si è riflesso in specie nelle singole epiclesi consacratorie immediatamente prima delle parole dell'istituzione.
Il nuovo Messale Romano fu promulgato nel 1969. Nell'edizione promulgata da Giovanni Paolo II nel 2000, pubblicata nel 2002, sono stati introdotte tre nuove preghiere eucaristiche, due per l'uso nelle messe con i bambini e quattro varianti di cui una per messe celebrate in particolari occasioni. Nella pratica il canone romano è poco usato, fuori dalle occasioni in cui ha varianti speciali: nelle altre circostanze sono spesso preferite preghiere eucaristiche più brevi.

#### Letture bibliche
Prima della riforma nel rito romano, durante la Messa venivano cantati o letti di solito due brani biblici (epistola e vangelo) in un ciclo annuale; e alla fine della Messa veniva recitato Giovanni 1,1-14, detto l'ultimo vangelo. Il Concilio diede il mandato di aumentare la selezione "in modo che, in un determinato numero di anni, si legga al popolo la maggior parte della sacra Scrittura". Si istituì un ciclo triennale scritturistico per le messe domenicali, per le feste e le solennità, nelle quali le letture vennero portate a tre: solitamente dall'Antico Testamento (eccetto nel tempo pasquale), dal Nuovo Testamento fuori dei Vangeli, e dai Vangeli stessi. Il ciclo delle letture bibliche nelle messe feriali è biennale. Inoltre, mentre nella messa tridentina si recitava o cantava qualche breve frase biblica nel graduale o nel tratto (eccetto nel tempo pasquale), nella messa del Vaticano II si canta o si recita in forma responsoriale un brano sostanziale del Libro dei Salmi.

#### Colletta
Le collette, cioè le orazioni specifiche per le celebrazioni liturgiche sono state rese molto più numerose, prese o dal Messale del 1962 o da antichi libri liturgici o in diversi casi di nuova composizione.

#### Orientamento del celebrante

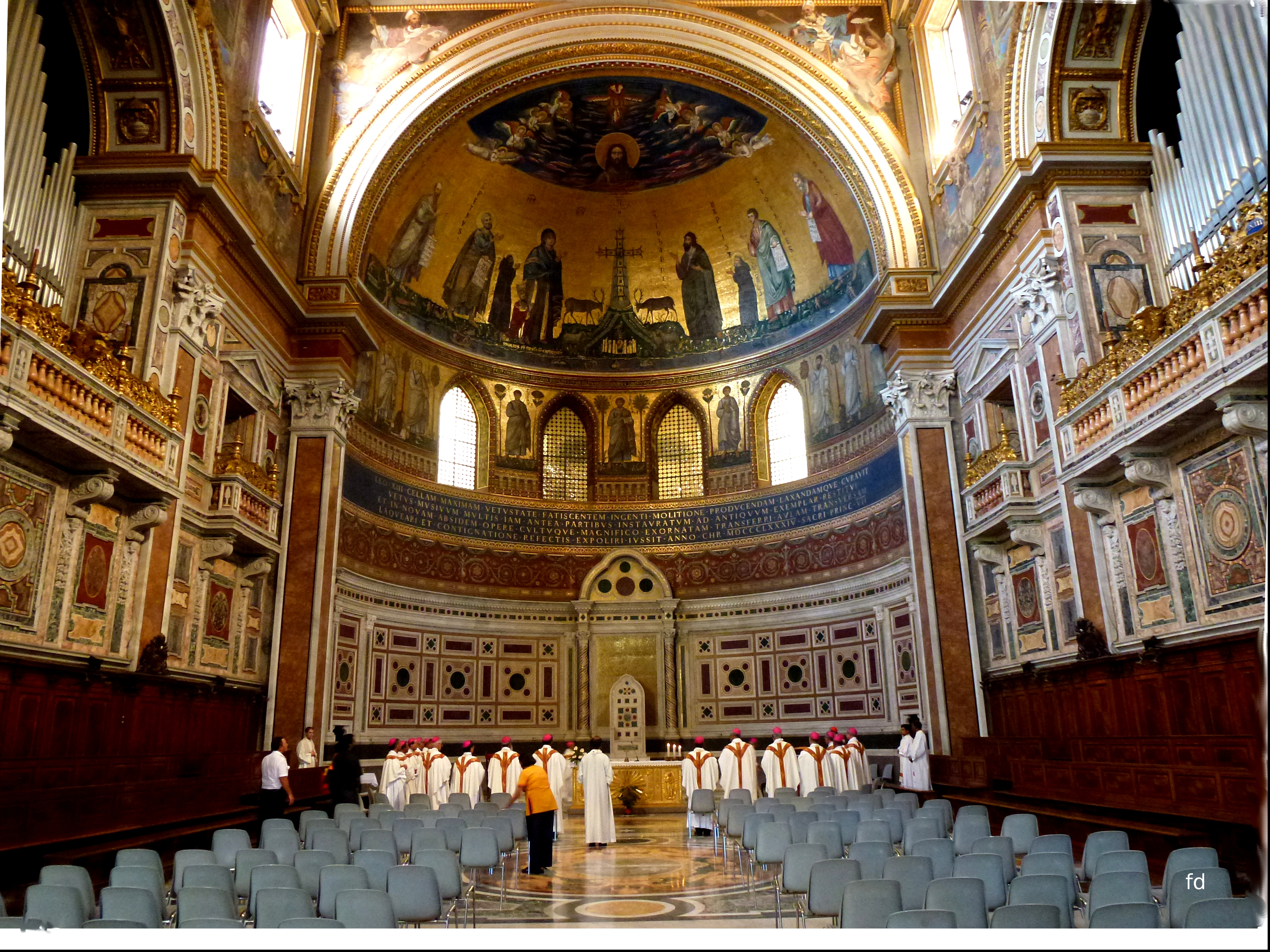
Abside della Basilica Lateranense.

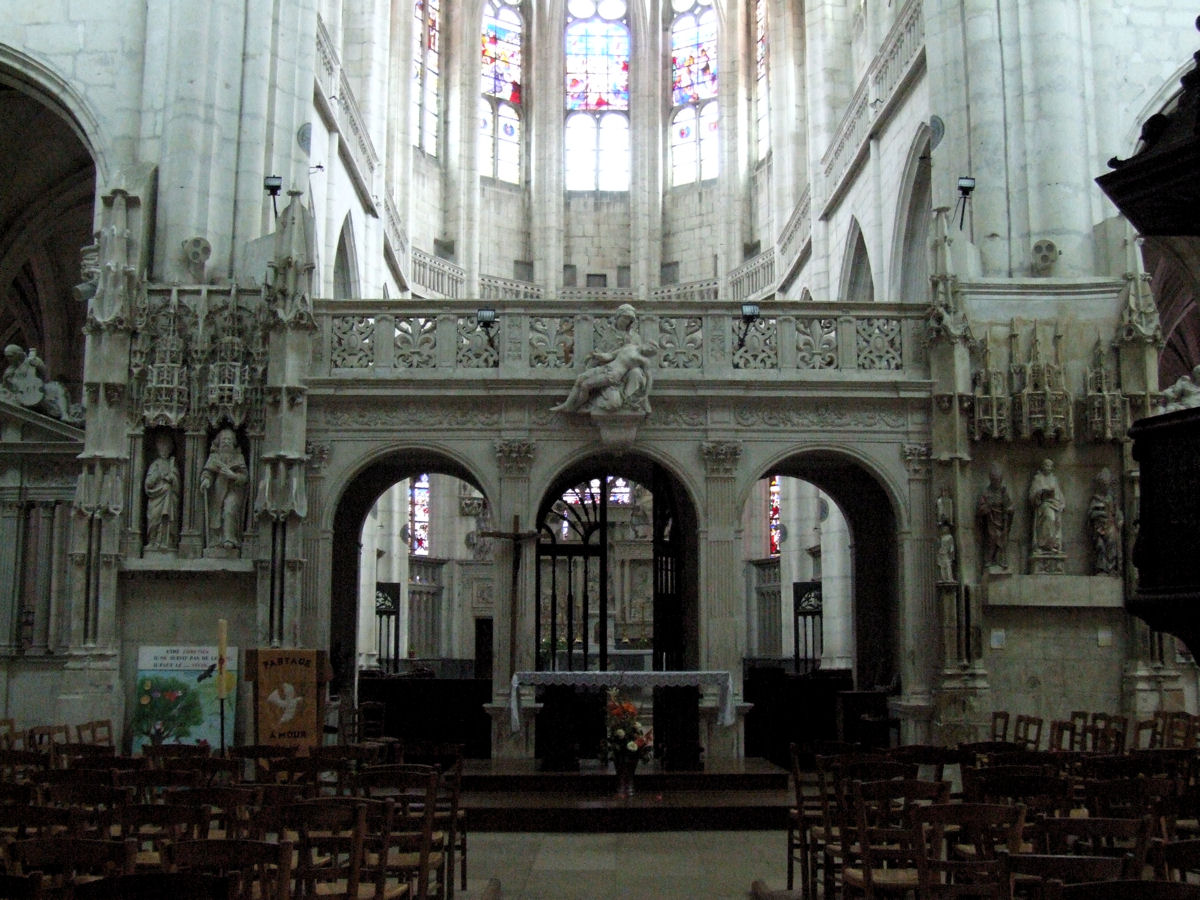
Pontile-tramezzo nella chiesa di Saint-Florentin (Yonne) in Francia

Un mutamento molto visibile, pur non prescritto dalla Sacrosanctum Concilium, fu l'adozione generale della postura con cui il sacerdote celebra la messa rivolto verso i fedeli (versus populum), mentre in precedenza sia i fedeli che il sacerdote guardavano generalmente verso l'abside, che, fuori Roma, era prevalentemente nella parte orientale dell'edificio, pur con moltissime eccezioni.
Tale postura non era proibita nei testi anteriori né è obbligatoria nei nuovi ma solo raccomandata come "più conveniente".
A Roma le prime chiese furono tutte costruite con l'ingresso a est, a imitazione del Tempio di Gerusalemme: il celebrante all'altare guardava verso l'ingresso, nella cui direzione, secondo Klaus Gamber, si girava il popolo al momento della consacrazione. Solo nell'VIII o IX secolo Roma accettò l'orientamento con l'abside a est, diventato obbligatorio nell'Impero bizantino e generalmente adottato anche nell'Impero carolingio e altrove nel nord Europa. Anche l'originale chiesa del Santo Sepolcro di Gerusalemme costruito sotto Costantino I aveva l'altare all'estremità occidentale. San Carlo Borromeo (1538–1584) partecipante di spicco del Concilio di Trento, riconosceva che le chiese possono essere rivolte a occidente dove, pro ritu ecclesiae a sacerdote, versa ad populum facie, Missae sacrum in altari maiori fieri solet (secondo il rito della Chiesa è normale che il sacerdote offra la messa all'altare maggiore guardando verso il popolo).
Fino al concilio di Trento, in molte chiese conventuali, collegiate e cattedrali la zona presbiteriale era separata dalla navata dal pontile-tramezzo (chiamato anche jubé), analogamente all'iconostasi, che è un elemento essenziale nelle liturgie ortodosse, mentre il pontile non costituiva una vera separazione durante le liturgie occidentali, in quanto nel coro erano celebrate solo le funzioni destinate ai monaci o ai canonici; davanti al pontile generalmente esisteva un altare destinato alla messa per il popolo. Come parte della riforma liturgica che seguì il concilio di Trento, tali strutture cominciarono a essere progressivamente smontate, fino al XIX secolo, sostituiti da recinzioni più trasparenti come le cancellate. Oggi ne rimangono pochi e sono soprattutto conservati in Francia, nelle Fiandre e in Inghilterra.

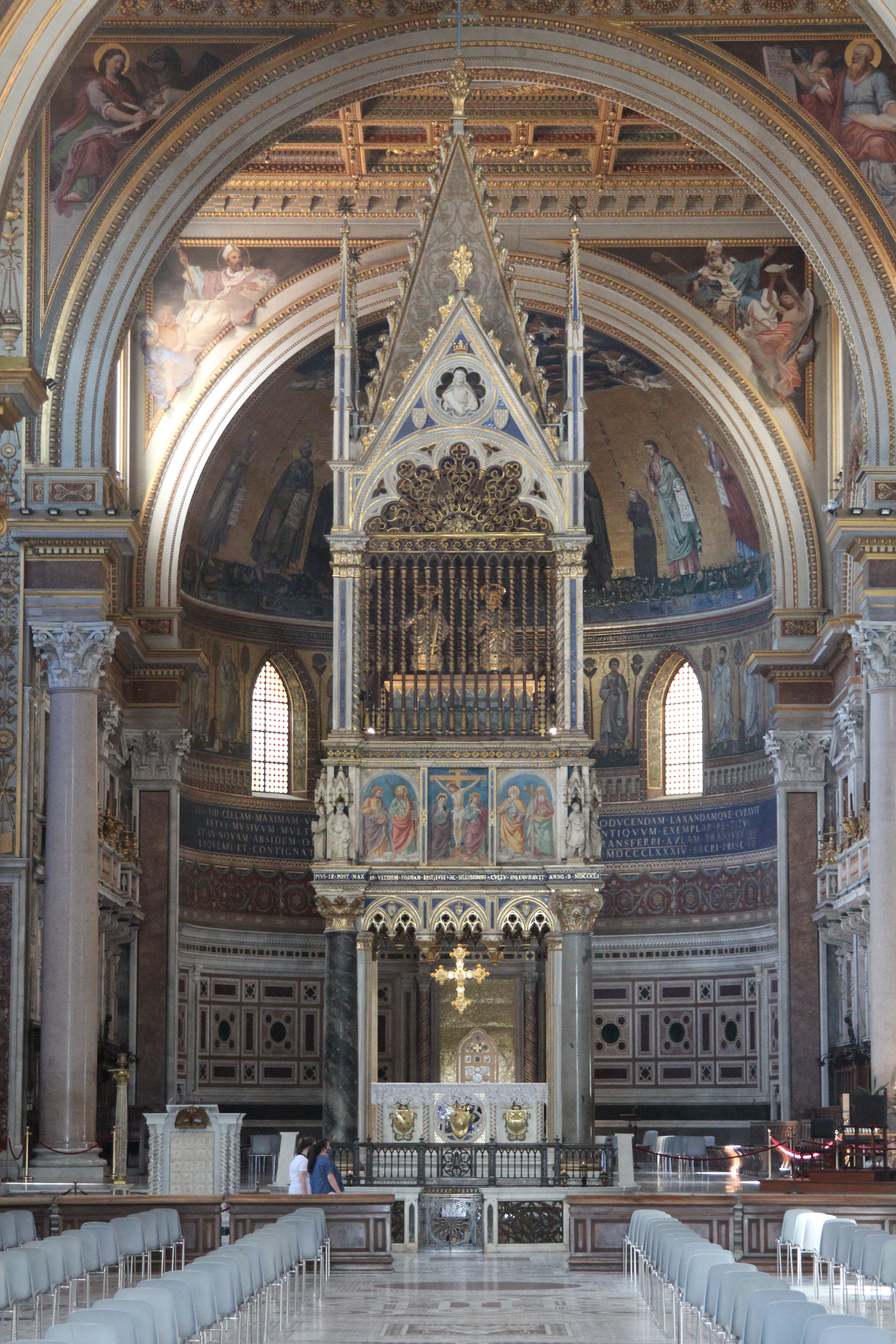
Altare maggiore della cattedrale del papa: il celebrante è rivolto ad orientem ma non ad absidem.

Il Messale Romano tridentino, anche nell'edizione 1962 di Giovanni XXIII, riconosceva la possibilità di celebrare la Messa "versus populum" (rivolto al popolo) e denominava tale postura "ad orientem versus populum". In diverse chiese romane era ed è fisicamente impossibile per il sacerdote celebrare la messa se non con la faccia rivolta verso il popolo a causa della presenza della confessione semianulare davanti all'altare. Nelle edizioni del Messale Romano successive al Concilio Vaticano II, come in quelle anteriori, non si impone alcun orientamento particolare. Si afferma solo: "L’altare sia costruito staccato dalla parete, per potervi facilmente girare intorno e celebrare rivolti verso il popolo: la qual cosa è conveniente realizzare ovunque sia possibile". Continuano a esistere chiese e cappelle dove la postura "verso il popolo" è impossibile.
Nel suo responsum del 25 settembre 2000 la Congregazione per il culto divino e la disciplina dei sacramenti spiega che "la posizione verso l'assemblea sembra più conveniente in quanto rende più facile la comunicazione"; però la frase "ovunque sia possibile", a detto della Congregazione, "si riferisce a diversi elementi, come, per esempio, la topografia del luogo, la disponibilità di spazio, l'esistenza di un precedente altare di pregio artistico, la sensibilità della comunità che partecipa alle celebrazioni nella chiesa di cui si tratta, ecc."
La Congregazione insiste che bisogna distinguere la posizione fisica dall'orientamento spirituale e interno dei partecipanti. Se il sacerdote celebra versus populum, "ciò che è legittimo e spesso consigliabile", "il suo atteggiamento spirituale dev'essere sempre versus Deum per Iesum Christum, come rappresentante della Chiesa intera.
Già nel 1993 la Congregazione spiegò che, mentre nella legislazione liturgica attuale la collocazione dell'altare versus populum è certo qualcosa di desiderato ma non un valore assoluto: ci sono dei casi in cui il presbiterio non ammette tale disposizione o in cui non è possibile conservare l'altare precedente con le sue ornamentazione e allo stesso tempo far risaltare come principale un altro altare rivolto al popolo: "è più fedele al senso liturgico, in questi casi, celebrare all'altare esistente con le spalle rivolte al popolo che mantenere due altari nel medesimo presbiterio. Il principio dell'unicità dell'altare è teologicamente più importante che la prassi di celebrare rivolti al popolo".

#### Comunione
La comunione è amministrata nella messa dai sacerdoti e dai diaconi come ministri ordinari, mentre ministri straordinari possono essere, in mancanza di un numero sufficiente di ministri ordinari, gli accoliti istituiti e altri fedeli laici deputati, secondo le norme fissate dalla conferenza episcopale, dal vescovo, su richiesta dei parroci.

#### Musica

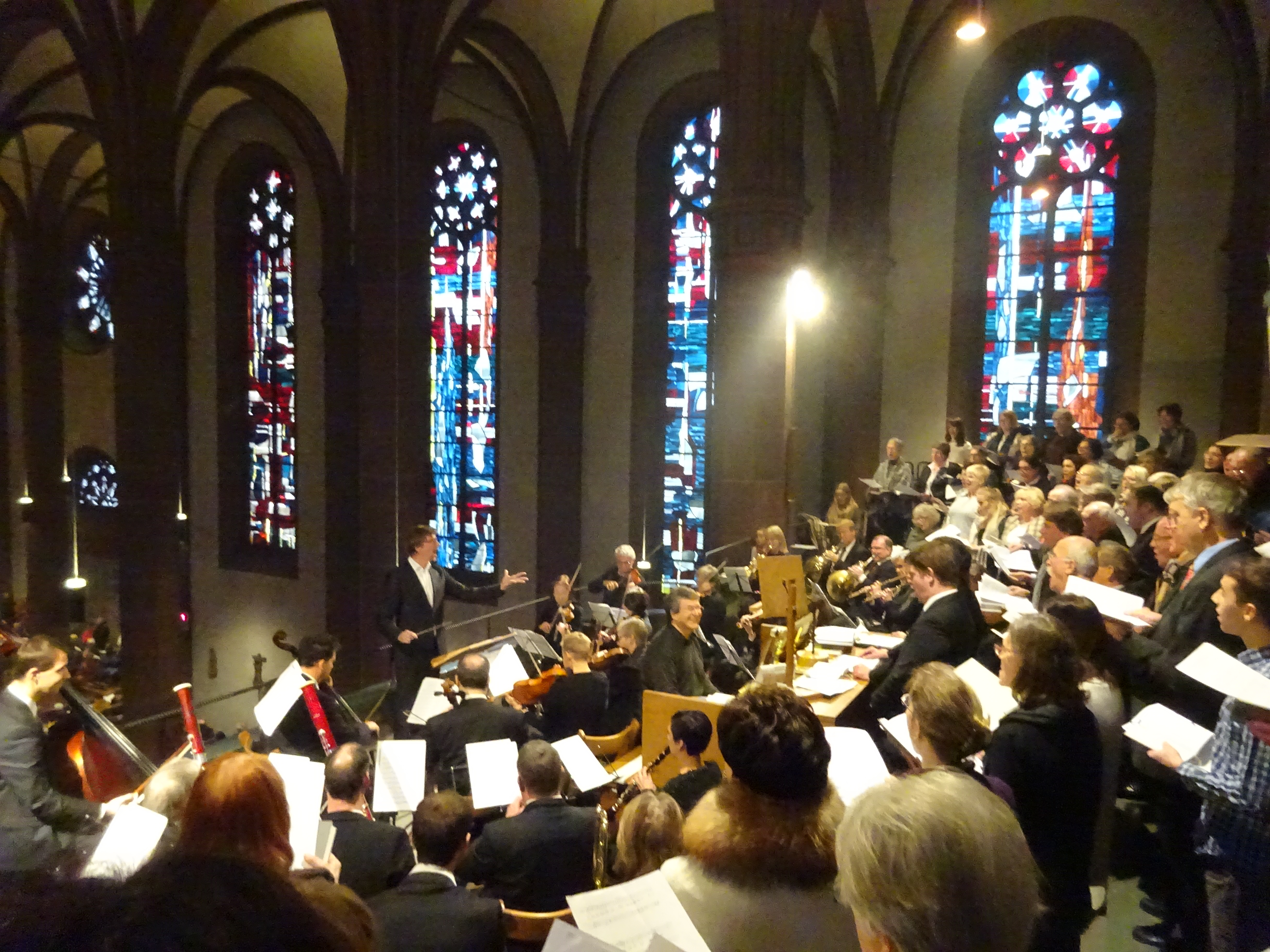
Messa di Natale 2018 nella chiesa di Sankt Bonifatius in Wiesbaden

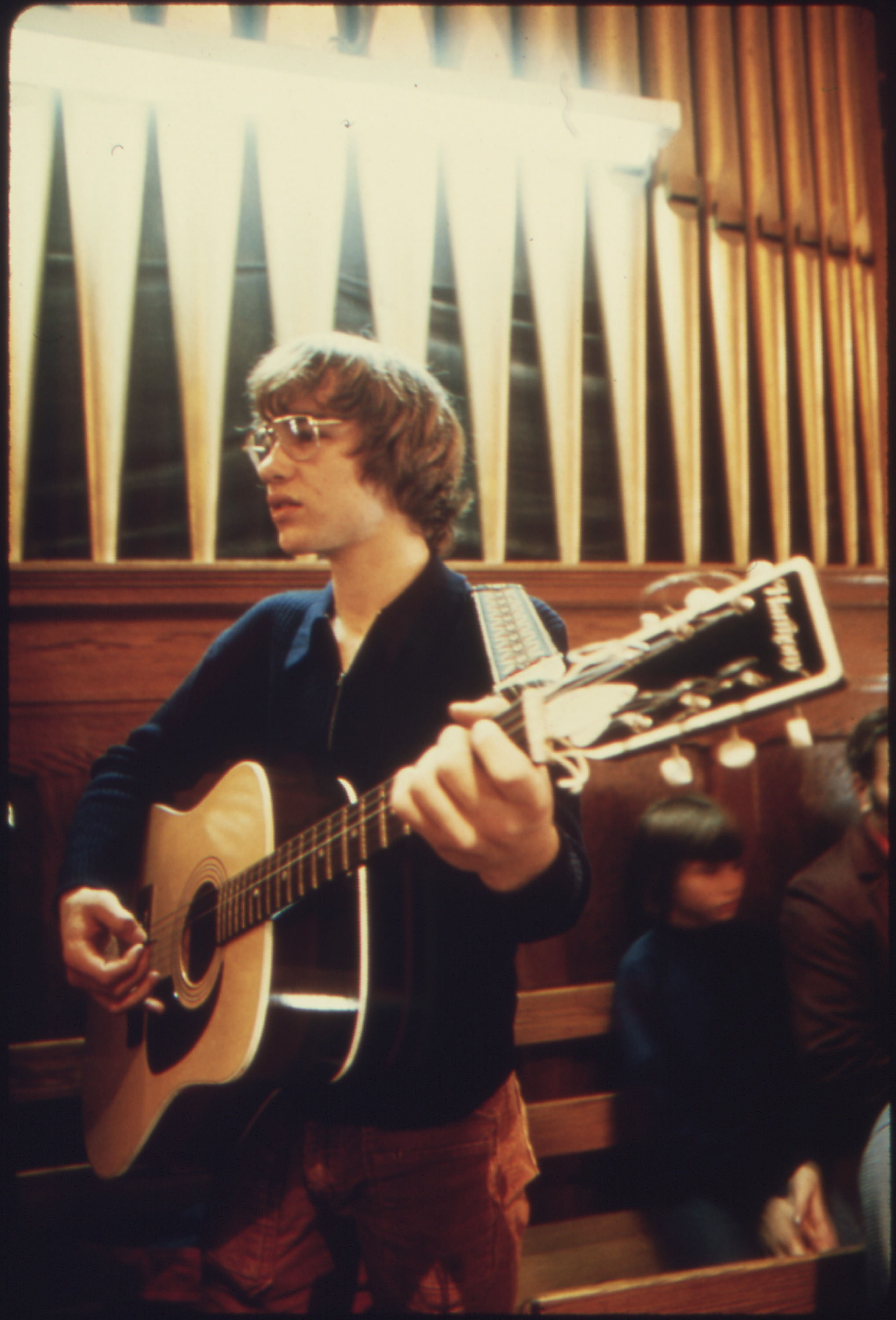
Un chitarrista che suona in una chiesa di New Ulm, in Minnesota (1970).

Sacrosanctum Concilium domanda che l'organo a canne venga tenuto in grande onore nella Chiesa latina, e aggiunge che possono essere ammessi altri strumenti che a giudizio della conferenza episcopale sono adatti o possono adattarsi all'uso sacro. Dichiara che, a parità di condizioni, si riservi il posto principale al canto gregoriano come canto proprio della liturgia romana che, fra le altre forme ammesse, la polifonia tenga una posizione speciale, senza affatto escludere gli altri generi di musica sacra, specialmente la polifonia, purché promuovano la partecipazione attiva dei fedeli, e si promuova con impegno il canto religioso popolare. Al fine di favore la diffusione del canto gregoriano, il Concilio prescrisse la pubblicazione di edizioni maggiori dei libri di gregoriano e anche di edizioni più semplici, per una diffusione capillare anche nelle chiese più piccole.
Il passaggio dal latino alle lingue nazionali ha comportato il declino o la scomparsa di gran parte del patrimonio musicale che la Chiesa cattolica aveva formato nel corso dei secoli e che il Concilio Vaticano II definisce "un patrimonio d'inestimabile valore, che eccelle tra le altre espressioni dell'arte, specialmente per il fatto che il canto sacro, unito alle parole, è parte necessaria e integrante della liturgia solenne". Per lo stesso motivo si impiega pochissimo il Graduale romano, il cui uso facoltativo è esplicitamente previsto nell'Ordinamento Generale del Messale Romano e del quale è stata pubblicata una nuova edizione nel 1975, insieme alla seconda edizione del Messale Romano dopo il Concilio Vaticano II.. 
Si usano nuovi canti in lingua nazionale al posto del repertorio tradizionale derivato dal Graduale romano in lingua latina, che nei secoli precedenti aveva costituito la base sia melodica sia testuale della musica sacra nel culto divino. Questi canti sono di vario genere, compreso quello folk, e possono essere eseguiti con l'accompagnamento di strumenti come chitarre, tastiere elettroniche e strumenti a percussione.

#### Lingua
Sacrosanctum Concilium prevede che "L'uso della lingua latina, salvo diritti particolari, sia conservato nei riti latini", ma che si conceda spazio alle lingue nazionali "nelle letture e nelle ammonizioni, in alcune preghiere e canti", demandando "alla competente autorità ecclesiastica territoriale decidere circa l'ammissione e l'estensione della lingua nazionale".. Tuttavia tale indicazione non è stata seguita nella prassi e l'uso del latino, un tempo lingua universale in tutta la Chiesa latina è caduto in disuso, anche per le parti per cui il Concilio Vaticano II ne prescrive il mantenimento: "Si abbia cura però che i fedeli sappiano recitare e cantare insieme, anche in lingua latina, le parti dell'ordinario della messa che spettano a essi". Nonostante le istruzioni del Messale romano del 1969 raccomandino che il Credo e il Pater noster siano cantati o recitati in latino (in realtà il concilio richiedeva anche il Gloria, il Sanctus e l'Agnus dei), queste indicazioni sono rimaste largamente disattese.
Il numero di lingue nazionali in cui la Messa viene celebrata si è progressivamente ampliato, con la traduzione autorizzata dei libri liturgici anche in alcune lingue indigene.

### Salterio
Sacrosanctum Concilium diede mandato di semplificare la struttura delle ore canoniche della liturgia delle ore. Soppresse l'ora di prima. Distribuì i salmi in uno spazio più lungo di una settimana (nella pratica in quattro settimane). Ridusse il numero di salmi nelle ore principali di lodi e vespri (nella pratica da cinque a tre). Tale diminuzione del numero dei salmi è stata compensata dall'introduzione di variabili preghiere di intercessione al posto di quelle fisse e brevi di prima. La recita di un cantico invece di un salmo, tradizionale nelle lodi, venne estesa anche ai vespri.

## Controversie

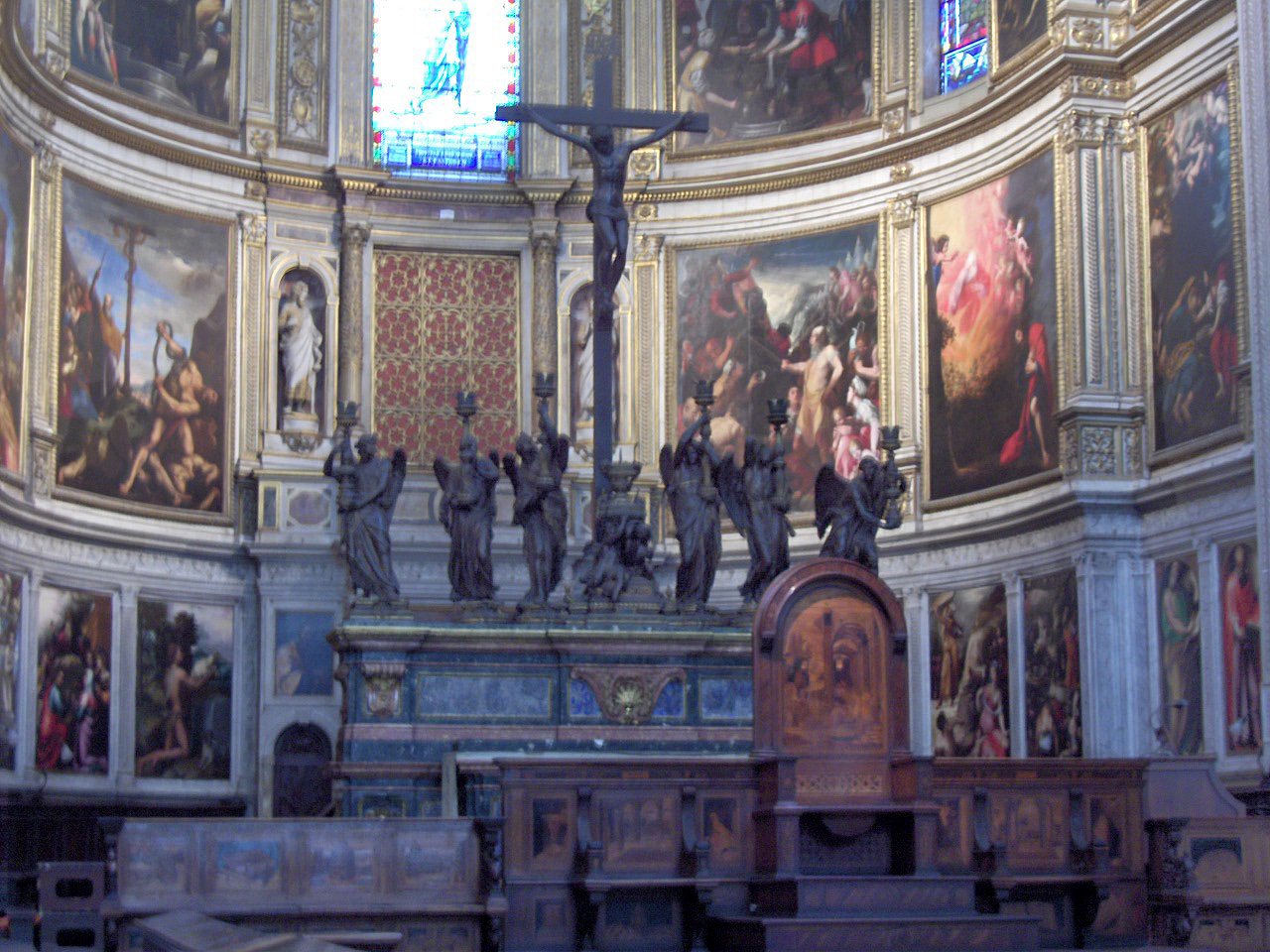
Adeguamento liturgico del duomo di Pisa. Cattedra del vescovo davanti all'antico altare maggiore

Diversi cattolici, sia tradizionalisti sia non tradizionalisti, hanno criticato l'applicazione pratica dei principi enunciati dal Concilio Vaticano II, spesso attribuendola a un'ermeneutica della discontinuità e alla cultura pop degli anni 60 e 70. Altri ritengono scorretti i testi stessi del concilio. Alcuni ambienti conservatori accusano Annibale Bugnini, che era segretario del Consilium ad exsequendam Constitutionem de Sacra Liturgia di appartenere alla Massoneria, e di essere stato sollevato da ogni incarico ed esiliato da Paolo VI per questo motivo. Altri accusano lo stesso Paolo VI di essere stato un frammassone o almeno di aver promosso la massoneria.

### Critiche alle applicazioni pratiche

#### Archeologismo
Una critica agli esperti della riforma liturgica contemporanea è quella di archeologismo, tendenza già condannata da Pio XII nell'enciclica Mediator Dei. Secondo Joseph Ratzinger:
(Joseph Ratzinger, Introduzione allo spirito della liturgia)

#### Clericalismo

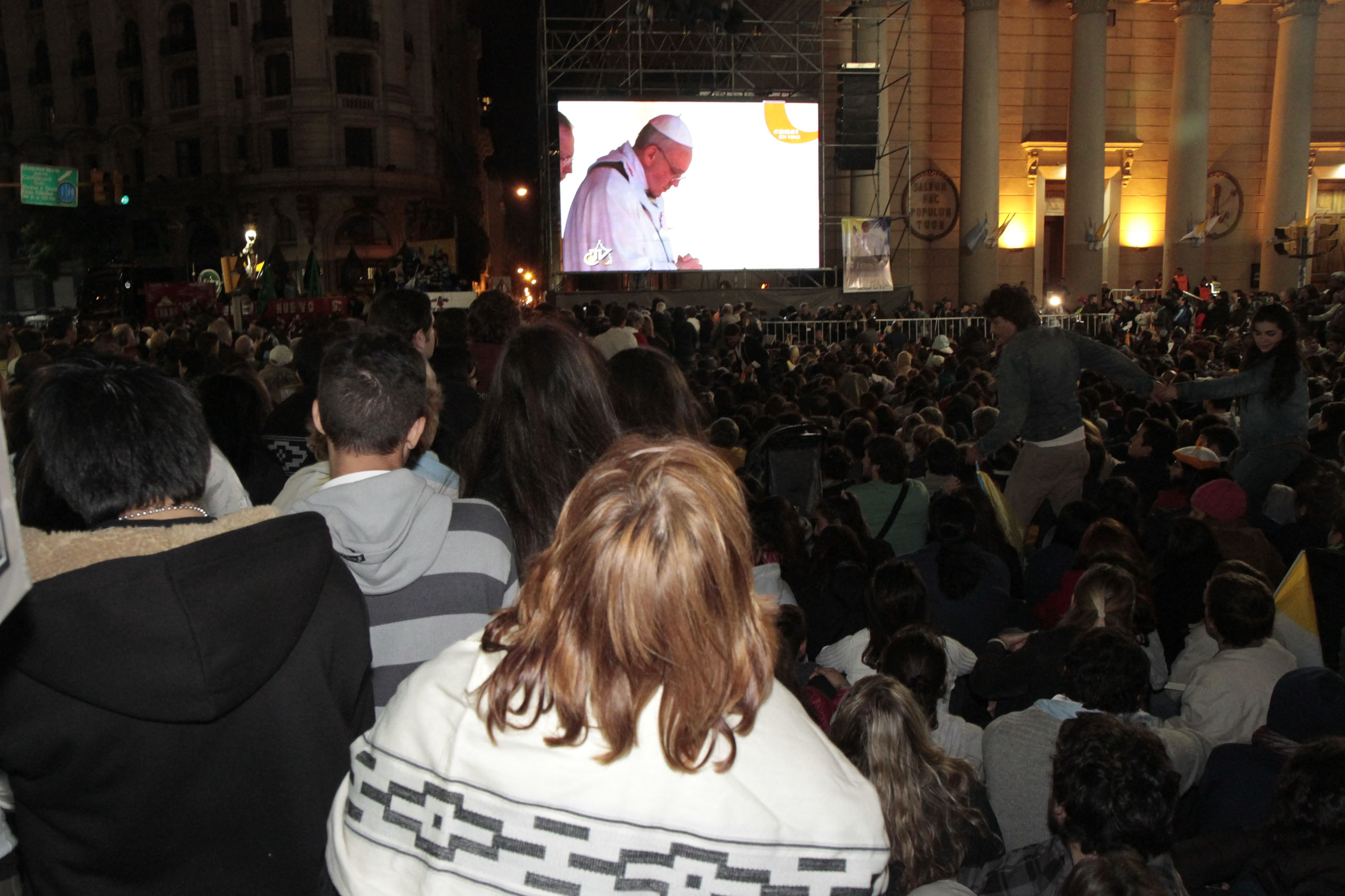
Fedeli nella Plaza de Mayo di Buenos Aires seguono via satellite l'inaugurazione del pontificato di papa Francesco a Roma

Un'altra critica al Nuovo Messale nota come il ruolo del sacerdote sia diventato predominante: infatti il sacerdote compie tutte le scelte fra le numerose opzioni offerte dal Messale e, anche per la sua posizione, diventa il centro della celebrazione. Il ruolo del sacerdote sarebbe accentuato dalla sede del celebrante e dall'uso di strumenti tecnologici come impianti di amplificazione e in alcuni casi anche video.
(Joseph Ratzinger, Introduzione allo spirito della liturgia, p. 76)

#### Modifiche alle chiese
La diffusione del mutamento della direzione del celebrante ha causato importanti interventi architettonici in numerose chiese esistenti, definiti come "adeguamenti liturgici conciliari", nonostante non siano richiesti in nessun documento del Concilio; essi compresero, tra l'altro, la demolizione o il rimaneggiamento degli altari esistenti per disporvi la sede del celebrante e l'altare versus populum, e lo smantellamento delle balaustre di fronte all'altare.
Secondo Nicola Bux la trasformazione architettonica delle chiese ha «dato risultati modesti al fine della partecipazione del popolo di Dio alla liturgia».

#### Musica
Si lamenta l'abbandono quasi totale del grande patrimonio musicale precedente. Così Riccardo Muti scrive:
(dichiarazione del 3 maggio 2011)
Nicola Bux scrive: «Abbiamo assistito alla sparizione del repertorio musicale in favore di canzoni derivate dalla cultura secolarizzata incompatibile col vangelo. Se prima del concilio [Vaticano II] si cedeva alla contaminazione della musica operistica, oggi a quella leggera – forse con l'illusione di attirare i giovani – in cui prevalgono il ritmo, la sdolcinatezza delle parole, se non l'utopia e l'orizzontalità mondane. Non canti che affidino il quotidiano all'eterno, il divenire all'essere, la miseria dell'uomo alla misericordia di Dio, ma espressioni di un cristianesimo decadente.» Questo stile sentimentale, vagamente new age è largamente presente nei repertori nazionali, nelle grandi celebrazioni e in numerose parrocchie.
Tuttavia, a fianco di questa tendenza generale si è sviluppata anche una controtendenza, tesa al recupero del canto gregoriano, elemento fondamentale del rito romano e anzi parte della lex orandi che si è formata a partire dai primi secoli. A sostenere le pubblicazioni curate soprattutto dall'abbazia di Solesmes, vi è anche l'esortazione apostolica Sacramentum caritatis di papa Benedetto XVI che raccomanda l'insegnamento del canto gregoriano nei seminari.

### Critici radicali

#### Intervento Ottaviani
Fece clamore il cosiddetto Intervento Ottaviani, ossia il Breve esame critico del Novus ordo Missae, scritto da padre Guerard Des Lauriers e altri sacerdoti, che fu sottoscritto e inviato a papa Paolo VI dai cardinali Alfredo Ottaviani (già Prefetto del Sant'Uffizio ossia della Congregazione per la Dottrina della Fede) e Antonio Bacci il 25 settembre 1969. Il prefetto della Congregazione per la dottrina della fede, cardinale Franjo Šeper, respinse il 12 novembre 1969 questo scritto, ritenendolo superficiale ed errato. Paolo VI integrò il nuovo Missale Romanum con una prefazione, nella quale esponeva le ragioni, in base alle quali egli riteneva che la riforma liturgica fosse fedele alla tradizione.

#### Tradizionalisti
Nei confronti della riforma liturgica, e in particolare del Messale promulgato da papa Paolo VI, diversi cattolici tradizionalisti, alcuni addirittura sedevacantisti,, esprimono un rifiuto totale, mentre altri, pur non mettendo in discussione la validità sacramentale, non le risparmiano critiche di metodo e di merito.
Alcuni hanno sostenuto che la riforma ha un carattere modernista, che rimuove il carattere di sacrificio dell'eucaristia. Ciò si evidenzierebbe in particolare dal confronto fra il canone romano (pur nella versione ripresa dalla prima preghiera eucaristica) e la seconda preghiera eucaristica.
Alcuni obiettano che la revisione del Messale Romano contraddica la bolla Quo primum tempore di papa Pio V, in cui si vieta, in perpetuo, di apportare modifiche al Missale Romanum. Era però questa una formula di rito che i papi apponevano al termine di ogni loro documento, per evitare che venisse alterato da altri, ma che non intendeva limitare il diritto dei loro successori di apportare modifiche al Messale.
Lungo i secoli molti papi, fra i quali Urbano VIII, Clemente VIII, Leone XIII, Pio X, Pio XII e Giovanni XXIII, apportarono modifiche al Messale, modifiche che, a giudizio dei tradizionalisti, erano di lieve entità in comparazione a quelle che seguirono il Concilio Vaticano II.

#### Lefebvriani
Ancora durante i lavori della commissione liturgica era sorto un movimento di opposizione, dal quale sarebbero poi nati successivamente dei movimenti tradizionalisti. Fra di essi è in specie nota la Fraternità Sacerdotale San Pio X, fondata dall'arcivescovo Marcel Lefebvre nel 1970, la quale ha respinto le edizioni del Messale Romano successive al Concilio Vaticano II e ha continuato a celebrare con l'edizione 1962.
Paolo VI si oppose a questa pratica, vedendo in essa uno strumento per scardinare l'autorevolezza dell'intero concilio:
(Jean Guitton, Paul VI secret, Paris 1979, p. 159.)
I seguaci di Lefebvre criticano in particolare il divieto di celebrare la messa tridentina, ciò che sarebbe stato illegittimo in virtù della costituzione Quo primum tempore di papa Pio V così come le misure punitive nei confronti dei preti che celebravano secondo il vecchio rito. Inoltre, sulla base di un mal compreso ecumenismo, la Chiesa cattolica avrebbe - a loro parere - fatto troppe concessioni al protestantesimo.
La Santa Sede ritenne che i vertici della Fraternità Sacerdotale San Pio X fossero vicini allo scisma. I preti della Fraternità, validamente ordinati, sono stati perciò sospesi dalle loro funzioni, impedendo così loro di celebrare la messa e di distribuire i sacramenti nelle chiese cattoliche.

#### Sedevacantisti
Una forma particolarmente radicale di rifiuto del Concilio Vaticano II è quella dei sedevacantisti, che ritengono che tutti i papi dal 1958 (anno della morte di Pio XII) o, in alternativa, dal 1965 (anno in cui Paolo VI promulgò la dichiarazione Dignitatis Humanae), siano illegittimi a causa delle visioni ereticali da loro insegnate, con il risultato che la Santa Sede sarebbe attualmente vacante (sedevacantismo sic et simpliciter) o occupata materialmente ma non formalmente (sedeprivazionismo). Tali gruppi, oltre a rifiutare il Concilio e le riforme liturgiche successive ad esso, rigettano anche l’edizione del Messale Romano del 1962 ritenuta contaminata dal modernismo; conseguentemente, essi celebrano la Messa esclusivamente secondo l'edizione del Messale Romano del 1920. Alcuni gruppi sedevacantisti rigettano anche la riforma della Settimana Santa di Pio XII del 1955 (tra questi la Società San Pio V e l'Istituto Mater Boni Consilii), considerandola come un'anticipazione della riforma liturgica conciliare; altri invece accettano tali riforme, in quanto provenienti dall'autorità di un legittimo Pontefice (tra questi la Congregazione di Maria Regina Immacolata).

## Interventi dei pontefici sull'uso del Messale precedente

### Giovanni Paolo II
Il 2 luglio 1988 papa Giovanni Paolo II pubblicò il motu proprio Ecclesia Dei, nel quale egli si rivolse a tutti quelli che erano legati al movimento di Marcel Lefebvre, invitandoli ad adempiere seriamente i propri doveri rimanendo fedeli al Vicario di Cristo nell'unità della Chiesa cattolica e cessando di sostenere quel movimento. Egli invitava tuttavia la Chiesa e le comunità a venire incontro con le necessarie misure alle esigenze di quei fedeli cattolici, che si sentivano legati alle precedenti forme della liturgia e disciplina della tradizione cattolica.
D'altronde papa Giovanni Paolo II aveva dato la possibilità ai vescovi diocesani di rilasciare a favore di gruppi che "in nessun modo condividano le posizioni di coloro che mettono in dubbio la legittimità e l'esattezza dottrinale del Messale Romano promulgato dal Papa Paolo VI nel 1970" un'autorizzazione alla celebrazione della messa secondo il messale romano del 1962.

### Benedetto XVI
Papa Benedetto XVI con il motu proprio Summorum Pontificum del 7 luglio 2007 diede seguito ai rilievi già espressi da cardinale. Nella propria Autobiografia contestava il divieto del Messale precedente come espressione di una perniciosa ermeneutica della discontinuità. Nella sua Introduzione allo spirito della liturgia il futuro Pontefice criticava anche l'archeologismo liturgico e molte delle riforme scaturite. Il motu proprio Summorum Pontificum sottolineava la continuità con la tradizione liturgica precedente il Concilio e permetteva l'uso dei libri liturgici in uso nel 1962.
(Benedetto XVI, Lettera ai vescovi)
Questo motu proprio fu criticato da esponenti della parte più progressista del clero, come il cardinale Carlo Maria Martini, secondo il quale ritornare ai vecchi riti significherebbe prendere le distanze dall'apertura sociale decisa da papa Paolo VI, che «ha costituito una fonte di ringiovanimento interiore e di nutrimento spirituale» per i fedeli, permettendo loro anche un migliore e maggior comprensione della liturgia e della Parola di Dio e facendo loro «trovare quel respiro di libertà e di responsabilità da vivere in prima persona di cui parla san Paolo», affermando quindi che non avrebbe celebrato in latino.
Nonostante le aperture di Giovanni Paolo II e Benedetto XVI, non si è mai trovato un accordo con la Fraternità Sacerdotale San Pio X.

### Francesco
Il 16 luglio 2021 papa Francesco con il motu proprio Traditionis custodes ha rivisto le decisioni del suo predecessore e ha stabilito che "i libri liturgici promulgati dai santi Pontefici Paolo VI e Giovanni Paolo II, in conformità ai decreti del Concilio Vaticano II, sono l'unica espressione della lex orandi del Rito Romano"; la liturgia del 1962 può essere usata solo come concessione per gruppi particolari a discrezione del vescovo diocesano in conformità con le direttive della Santa Sede.

Diversi laici e alcuni esponenti del clero hanno criticato il motu proprio: il cardinale Gerhard Ludwig Müller ha affermato che: "Invece di apprezzare l’odore delle pecore, il pastore qui le colpisce duramente con il suo bastone", e Rob Mutsaerts, vescovo ausiliare di 's-Hertogenbosch, ha scritto che 
(Rob Mutsaerts, )
Con la lettera apostolica Desiderio desideravi del 29 giugno 2022, papa Francesco ha dichiarato: «Sarebbe banale leggere le tensioni, purtroppo presenti attorno alla celebrazione, come una semplice divergenza tra diverse sensibilità nei confronti di una forma rituale. La problematica è anzitutto ecclesiologica. Non vedo come si possa dire di riconoscere la validità del Concilio – anche se un po' mi stupisce che un cattolico possa presumere di non farlo – e non accogliere la riforma liturgica nata dalla Sacrosanctum Concilium che esprime la realtà della Liturgia in intima connessione con la visione di Chiesa mirabilmente descritta dalla Lumen gentium». E ancora: «Siamo chiamati continuamente a riscoprire la ricchezza dei principi generali esposti nei primi numeri della Sacrosanctum Concilium comprendendo l'intimo legame tra la prima delle Costituzioni conciliari e tutte le altre. Per questo motivo non possiamo tornare a quella forma rituale che i Padri conciliari, cum Petro e sub Petro, hanno sentito la necessità di riformare, approvando, sotto la guida dello Spirito e secondo la loro coscienza di pastori, i principi da cui è nata la riforma. I santi Pontefici Paolo VI e Giovanni Paolo II approvando i libri liturgici riformati ex decreto Sacrosancti Œcumenici Concilii Vaticani II hanno garantito la fedeltà della riforma al Concilio. Per questo motivo ho scritto Traditionis Custodes, perché la Chiesa possa elevare, nella varietà delle lingue, una sola e identica preghiera capace di esprimere la sua unità. Questa unità, come già ho scritto, intendo che sia ristabilita in tutta la Chiesa di Rito Romano».